# Gangneung
Gangneung (AFI: [kaŋ.nɯŋ]) este un oraș aparținând provinciei Gangwon-do de pe coasta de est a Coreei de Sud. Are o populație de 213.658 de locuitori (potrivit recensământului din 2017). Gangneung este centrul economic al regiunii Yeongdong din Gangwon-do. Gangneung are numeroase atracții turistice, cum ar fi Jeongdongjin, o zonă foarte populară, datorită posibilității vizionării răsăritului și a plajei Gyeongpo. La sud de centrul orașului Gangneung există o bază a forțelor aeriene coreene, care servește și drept aeroport civil.
Orașul a găzduit toate probele desfășurate pe gheață din cadrul Olimpiadei de Iarnă din 2018.

## Istorie
Gangneung a fost locul unde oamenii din Yemaek au trăit din cele mai vechi timpuri și a fost țara lui Wiman Joseon. În 128 î.Hr. a devenit teritoriul dinastiei Han. În timpul lui Goguryeo Muchheon orașul a intrat sub sfera de dominație a lui Gorutyeo. În 639, Silla a ocupat acest loc și l-a condus sub denumirea de „Seogyeong”. În 658, regele Moo-yeong a desființat Seogyeong-ul pentru că era adiacent lui Malgal. În anul 757 a fost redenumit Sungju. Acest teritoriu a fost redenumit din nou în timpul perioadei Goryeo cu numele de Myungju și a fost pus sub jurisdicția Chuncheon-ului nordic. 
Hamgyeong-do a fost separat de teritoriul Gangeung-ului, purtând numele de Gangneung-do, dar acesta a rămas mereu un centru militar și administrativ. La începutul dinastiei Joseon a fost redenumit înapoi în Gangneung, după numele provinciei Gangwon.
Unele zone au fost încorporate în Yangyang începând din anul 1945, iar orașul Gangneung a fost înființat în 1995 ca fuziune între Gangneung și Myeongju.
La 18 septembrie 1996, un submarin nord-coreean aflat în apropiere de Gangneung, într-o misiune de infiltrare a urmărit, timp de 49 de zile câțiva pasageri evadați.

## Simboluri
Steagul orașului combină un soare roșu în centru și un val albastru pe un fundal alb. Soarele reprezintă răsăritul, iar valul reprezintă marea. Floarea-simbol al orașului este liliacul indian (Lagerstroemia), copacul orașului a fost desemnat badul, iar lebăda este pasărea reprezentativă a orașului Gangneung, tigrul fiind animalul orașului.

## Geografie

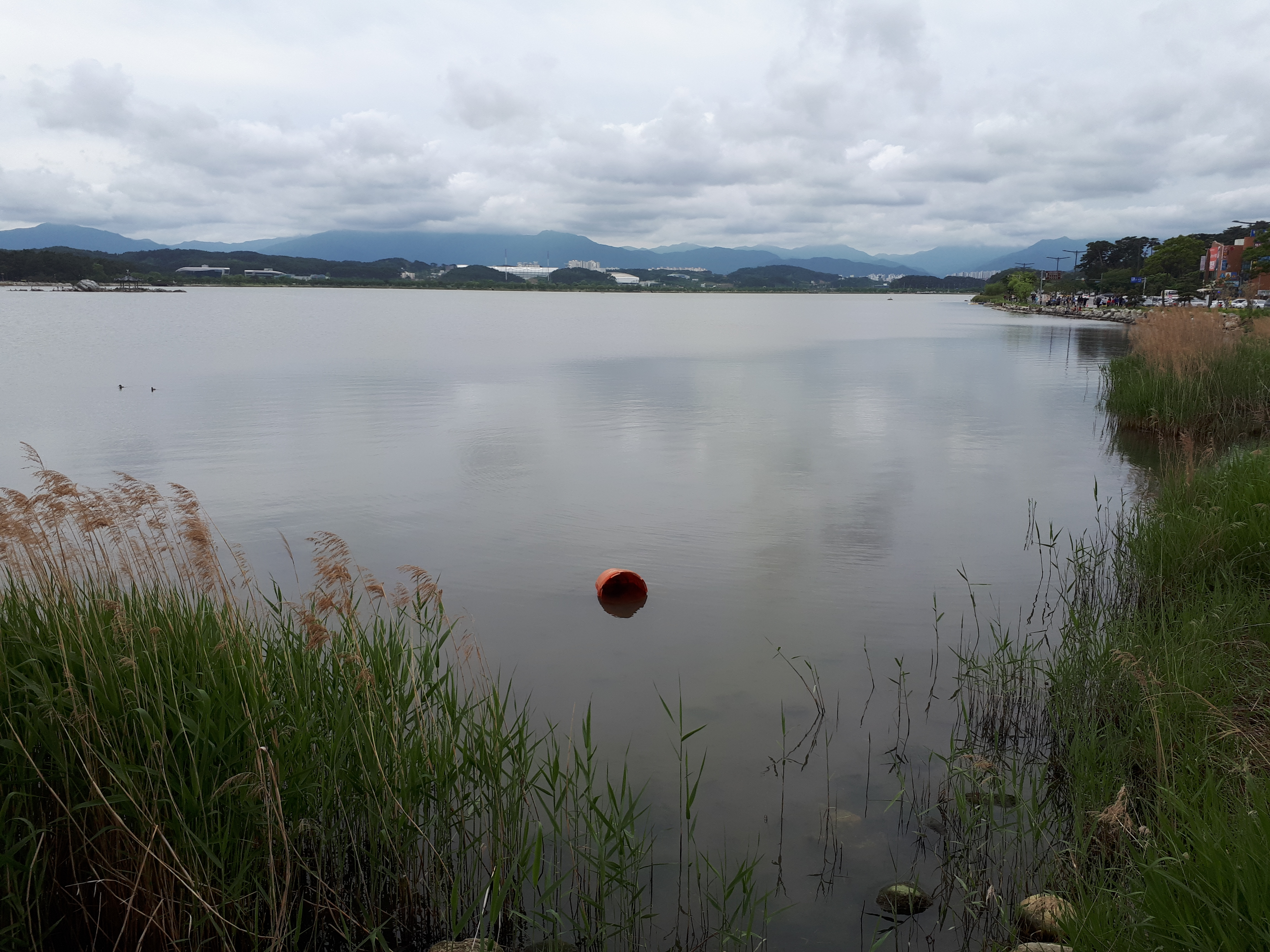
Lacul Gyeongpo

Gangneung este situat în mijlocul al munților Taebaek de est. În partea de est se află Marea Japoniei, partea de vest e partea interioară a regiunii Hongcheon, cuprinzând și Jinbu-myeon din regiunea Pyeongchan și Daegwallyeong-myeon. Partea sudică este în contact cu orașul Donghae și cu partea principală a regiunii Jeongseon. Partea de nord este învecinată cu regiunile Yangyang Hyunbuk-myeon și Hyunnam-myeon.
Suprafața totală a orașului Gangneung este de aproximativ 1.040,4 km², ceea ce reprezintă 6,2% din cei 16.873 km² ai Provinciei Gangwon. 80,4% din suprafața Gangneungului, adică 837,36 km², sunt ocupate de pădure.

### Clima
Gangneung este un oraș de coastă și are, în general, ierni mai blânde și veri relativ mai reci decât restul Coreei. Este mărginit de munți la vest și de mare la est.

## Cultura

### Moștenire

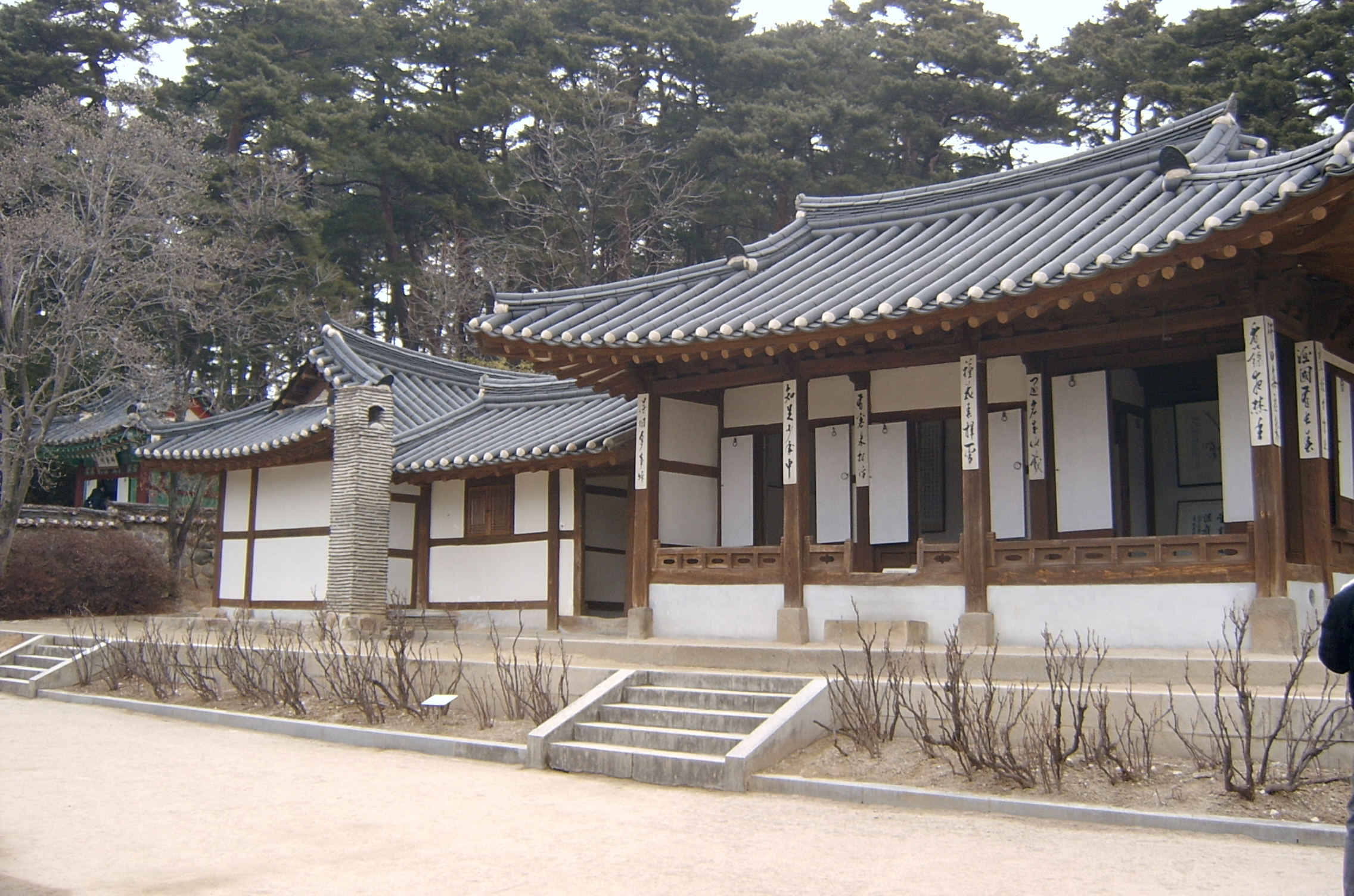
Ojukheon.

Există 128 de proprietăți culturale în Gangneung. Una din Comorile Naționale din Coreea de Sud este poarta unui han oficial amplasat în oraș. Acest han oficial a fost construit în timpul dinastiei Goryeo. Poarta hanului reprezintă singura proprietate culturală desemnată drept o comoară națională printre clădirile din Gangwon-do.
Ojukheon este locul de naștere al lui Shin Saimdang si al lui Yulgok Lee. A fost desemnată ca Comoara nr. 165, fiind recunoscută drept una dintre cele mai vechi forme arhitecturale din Coreea și fiind un exemplu rar de păstrare a formei de casă specifică dinastiei Joseon.
Situl Gangneung Guseongsa, care a fost fondat de Birmania în timpul regelui Munsung din Silla, a fost desemnat Situl istoric al Coreei nr. 448. În interiorul templului, comorile sunt desemnate ca Comorile nr. 85 și nr. 86.

### Festivaluri
Gangneung are numeroase festivaluri. Cel mai mare și cel mai cunoscut este Festivalul Gangneung Dano, lângă râul Namdae. În 1967, Festivalul Gangneung Dano a fost desemnat drept patrimoniu cultural național nematerial coreean. În data de 11 noiembrie 2005 a fost desemnat de UNESCO drept unul dintre „Capodoperele patrimoniului oral și nematerial al umanității”. În zilele noastre este o combinație a mai multor ritualuri de comemorare și a pieselor tradiționale. Tradiționalul Dans de Mască Gwanno (Gwanno Gamyeongeuk) se desfășoară numai la acest festival.
În plus față de festivaluri bine stabilite precum Dano, există mai multe festivaluri mai noi în Gangneung, cum ar fi IJAF (Festivalul Internațional de Artă al Juniorilor), un festival cultural pentru tinerii din întreaga lume. Festivalul include atât performanțele grupurilor participante, cât și un program cultural diversificat care demonstrează esența culturii coreene. Din 2002, IJAF are loc la Plaja Gyeongpo la sfârșitul lunii iulie. 
De asemenea, Festivalul Rock Gyeongpo a fost înființat în 2006. Acest festival, care atrage în cea mai mare parte tinerii, oferă trupelor coreene din zona Gangneung o scenă pentru spectacolele lor.

### Muzee
Există o serie de rămășițe istorice și muzee în Gangneung. Cel mai proeminent este Muzeul Ojukheon, care este numit după un bambus negru. Este locul de naștere al celebrului savant coreean Yulgok (1536-1584) și al mamei sale Saimdang (1504-1551). În 1963, Muzeul Ojukheon a fost desemnat drept patrimoniul cultural național nr. 165. Acesta include una dintre cele mai vechi clădiri din lemn din Coreea. Mai multe sanctuare și vechi clădiri rezidențiale oferă o perspectivă asupra vieții coreenilor. 
Alături de Muzeul Ojukheon se găsește Muzeul Municipal Gangneung, care prezintă piese de folclor și antichități din istoria orașului. 
Situat pe dealurile din jurul orașului Gangneung, Muzeul Daegwallyeong deține o colecție privată cu peste 1.000 de artefacte și prezintă istoria agricolă a regiunii.